# Deputatlohn

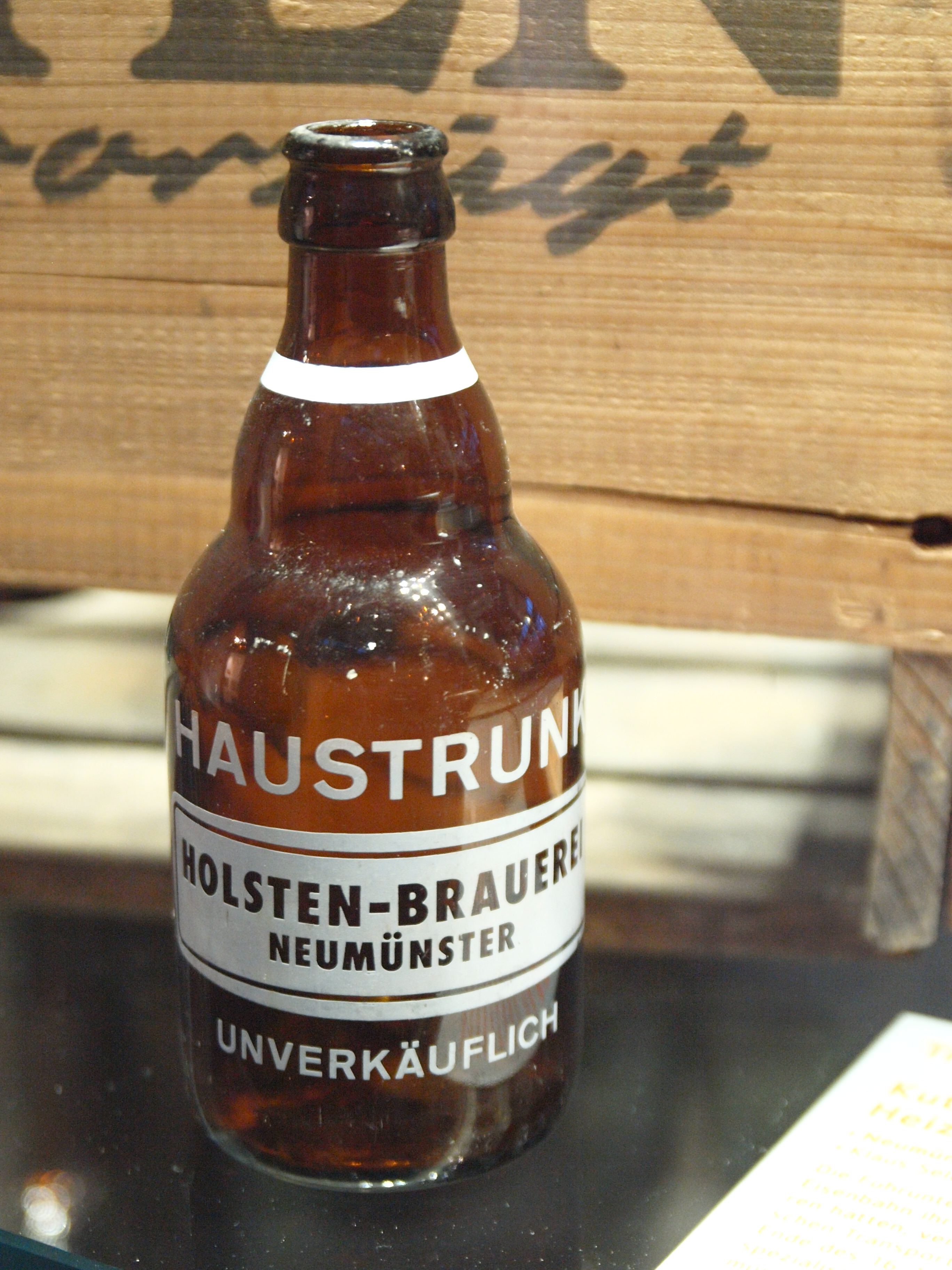
Besonders gekennzeichnete Bierflasche für den Haustrunk

Der Deputatlohn (aus Lateinisch deputare, „zuweisen“) ist in der Wirtschaft ein aus Naturalleistung bestehender Anteil des Lohns oder Gehalts.

## Ursprünge
Landarbeiter erhielten noch bis zu Beginn des 20. Jahrhunderts Deputatlohn, dazu gehörten freie Wohnung, Kleinvieh oder die Nutzung von Obst- und Gemüsegarten. Das Arbeitsentgelt in Naturalleistungen stammte aus einer Zeit, in der die Bedeutung des Geldes als Vergleichsmaß aufgrund fehlender (vorzugsweise lokaler) Einkaufsquellen gering war. Wichtig waren solche Vorteile in abgelegenen Gegenden, in denen im 18. und 19. Jahrhundert keine Geschäfte oder nur betriebseigene Läden vorhanden waren. Der Arbeitgeber entlohnte seinen Lohnarbeiter, indem er das zur Verfügung stellte, was im Produktionsprozess ohnehin anfiel. Teilweise wurden Naturalleistungen im Beschäftigungsvertrag festgelegt. Teilweise wurden auch Koppelprodukte oder Reststoffe, die nicht oder nur schlecht vermarktet und/oder transportiert (z. B. aufgrund geringer Haltbarkeit) werden konnten, als Deputatlohn abgegeben.

## Arten
Die Anwendung von Deputatlöhnen wurde durch das Truckverbot stark begrenzt. Dennoch sind noch Rabatte oder ähnliche Formen in individuellen Arbeitsverträgen geregelt.

### Deputatkohle
Unter der Bezeichnung Hausbrand wird dem aktiven Bergmann ermöglicht, seinen Eigenbedarf zu decken. Deputatkohle sollte den Bergleuten zum Kochen und Heizen in der eigenen Wohnung dienen. Deputatkohlen waren als Sachleistungen Lohnbestandteil und in den Tarifverträgen des Bergbaues festgelegt. „Bis zu sieben Tonnen Kohle stehen einem aktiven Kumpel jährlich zu.“ Für den Anspruch eines Bergmanns wurde der „Bergmannsversorgungsschein auf Hausbrand“ (§ 9 Abs. 1 Satz 1 BVSG NRW) ausgegeben. Anstelle von Hausbrandkohlen können Bergleute eine Energiebeihilfe („Kohlegeld“) erhalten, da nur noch in wenigen Haushalten mit Kohle geheizt wird. Der Gesamtverband Steinkohle und die IG Bergbau, Chemie, Energie schlossen 2016 einen Tarifvertrag, demzufolge die Bergleute noch bis Ende 2018 (dann wurde der deutsche Steinkohlenbergbau eingestellt) mit Deputatkohle aus eigener Förderung beliefert und ab 2019 durch die Energiebeihilfe entschädigt werden. Auch Menschen, die in Bergbau oder Verarbeitung der Braunkohle tätig sind, erhielten teilweise Deputatkohle. Bei der Herstellung von Klütten war es üblich, dass Klüttenbäcker so viele Klütten erhielten, wie sie zum Hausbrand selbst benötigten. Teilweise wurde auch minderwertige oder schlecht zu verarbeitende Kohle wie Xylit als Deputatlohn abgegeben. Auch in Brikettfabriken wurde teilweise ein Teil des Lohns in Form von Deputatkohle ausgezahlt.

### Bergmannsschnaps
In den „harten Berufen“ – wie dem Bergbau, der Glasindustrie oder den Ziegeleien – wurde der Trinkalkohol als Deputatleistung abgegeben. Der Bergmannsschnaps war ein auf Trinkstärke verdünnter Primasprit. Für diesen gab es in Drogerien oder ähnlichen Geschäften gesonderte Aromen und Zusatzstoffe, die dem Schnaps eine Geschmacksnote gaben.

### Haustrunk
In Betrieben der Getränkeindustrie wurden die eigenen Produkte als Deputat an die Mitarbeiter abgegeben. Vorwiegend um Diebstahl von Produkten vorzubeugen, mitunter um den Weiterverkauf zu unterbinden, wurden üblicherweise gesondert markierte Flaschen bei der Abgabe genutzt. Die steuerfreie oder steuervergünstigte Abgabe von Haustrunk an Mitarbeiter erfolgt mitunter kasten- oder fassweise. „Rund vier Millionen Liter Bier gingen [2010] als Haustrunk an die Mitarbeiter der Brauereien“. Im Allgemeinen ist die tägliche Deputatmenge auf einen Tagesverbrauch abgestimmt. Die Form des Haustrunks – das was der Mitarbeiter nach Feierabend zu Hause trinkt – ist in Brauereien als Flaschenbier verbreitet und zudem in Brennereien oder Weingütern üblich. In letzteren werden Schnaps oder Tresterwein als Sofortgetränk oder teilweise als Monatsmenge einer preiswerten Produktvariante abgegeben. Die Abgabe von Haustrunk in Brauereien setzte sich über die Mitte des 20. Jahrhunderts fort. Für den Arbeitnehmer gilt er jedoch nun als geldwerter Vorteil. Die Abgabe unterliegt dabei steuerrechtlichen Vorschriften, wie dem Nachweis, an wen wie viel abgegeben wird. Bei der Abgabe in Brunnenbetrieben ist die Bezeichnung teilweise auf das Verkaufsverfahren übergegangen. Mitunter wird der Haustrunk als Freitrunk bezeichnet, ein Begriff, der als Verkaufsmaßnahme beispielsweise in Freibier aufgegriffen wurde. Zudem floss der Begriff „Haustrunk“ mit markenrechtlicher Bedeutung in den Verkauf besonderer Biermarken von Brauereien. Im Winzerwesen besitzt der Begriff Haustrunk zudem die Bedeutung: „Aus Trester gepresster Wein mit hohem Gerbstoffanteil, der nur für den Eigenbedarf des Winzers verwendet werden darf.“ „Das Bier-Deputat stamme aus der Zeit, als die Brauer noch schwer körperlich arbeiten mussten und mit dem Pils gleich ihren Durst löschten. So konnten sie noch in den 50er Jahren mit Wertmarken den Gerstensaft frisch vom Fass zapfen.“ Der Tresterwein als Haustrunk besitzt seine Rolle vor allem in der Eigenversorgung des Winzers.

### Holzrecht
Im Brennstoffhandel und insbesondere in der Forstwirtschaft wurde an die Beschäftigten ein Anrecht auf Holz als Brennmaterial abgegeben.

### Stromwirtschaft
In Betrieben der Elektroenergieerzeugung werden Stromrechte vergeben.

### Lebensmittelscheine
In den entsprechenden Produktionsstätten und im verteilenden Handel war es üblich, Rechte auf bestimmte Handelsware zu vergeben. Noch heute ist der Mitarbeiterverkauf in Handelshäusern zu gesenkten Preisen (Mitarbeiterpreis) gegen Berechtigungsschein oder einfach gegen den Mitarbeiterausweis als Nachfolge der Deputatleistung üblich. In Molkereien werden Milchanteile vergeben. In Schokoladenbetrieben sind Entnahmen teilweise erlaubt und werden rabattierte Mitarbeiterverkäufe gewährt.

### Freifahrtscheine
Freifahrten für Angestellte der Bahn oder ermäßigte Flüge für Angestellte von Fluggesellschaften fallen ebenfalls unter diesen Sammelbegriff. Die Mitarbeiter der Berliner Verkehrsbetriebe und gleichfalls die vormals dort beschäftigten Rentner haben seit den Sozialleistungen des Berliner Stadtrat für Verkehr Reuter auf die Betriebsausweise hin freies Fahrrecht auf allen Linien der BVG. Teilweise sind die kostenlosen oder stark vergünstigten Mitarbeitertickets an Konditionen der Verfügbarkeit gebunden, sodass bei überbuchten Flügen eine Mitnahme nicht garantiert werden kann.

### Tabak und Zigaretten
In der Weimarer Republik wurde zur Motivation der Mitarbeiter, die schlecht bezahlt wurden, und zur Vermeidung von Tabak- und Zigarettendiebstahl die Deputatsregelung auch in der Tabakindustrie eingeführt. Diese Regelung wird seit 1989 vom Bundesrechnungshof kritisiert: dieser rechnet vor, dass dem Staat dadurch zwischen 1989 und 2018 mindestens 170 Millionen Euro an Tabaksteuern entgangen seien. Der Staat sei weder dafür zuständig, die Mitarbeitenden von Straftaten im Betrieb abzuhalten, noch dafür, die Motivation mit einem gesundheitsschädlichen Produkt zu fördern.

## Steuerliche Behandlung
Deputatlöhne gehören zu den Sachbezügen und sind ein geldwerter Vorteil, der zum Beispiel in Deutschland nach § 8 Abs. 1 EStG zum steuerpflichtigen Arbeitslohn gehört. Siehe aber Rabattfreibetrag.